# Kesasträsket
Kesasträsket är en sjö i Bodens kommun i Norrbotten och ingår i Råneälvens huvudavrinningsområde. Sjön har en area på 0,0693 kvadratkilometer och ligger 94,5 meter över havet.

## Delavrinningsområde
Kesasträsket ingår i det delavrinningsområde (735645-175573) som SMHI kallar för Ovan Norr-Lillån. Medelhöjden är 122 meter över havet och ytan är 24,06 kvadratkilometer. Räknas de 108 avrinningsområdena uppströms in blir den ackumulerade arean 2 085,03 kvadratkilometer. Avrinningsområdets utflöde Råneälven mynnar i havet. Avrinningsområdet består mestadels av skog (86 procent). Avrinningsområdet har 0,28 kvadratkilometer vattenytor vilket ger det en sjöprocent på 1,2 procent.